# Signes, Var
Signes là một xã, thuộc tỉnh Var trong vùng Provence-Alpes-Côte d’Azur, Pháp. Xã này có diện tích 133,1 km², dân số năm 2006 là 2688 người. Xã này nằm ở khu vực có độ cao trung bình 350 mét trên mực nước biển. 

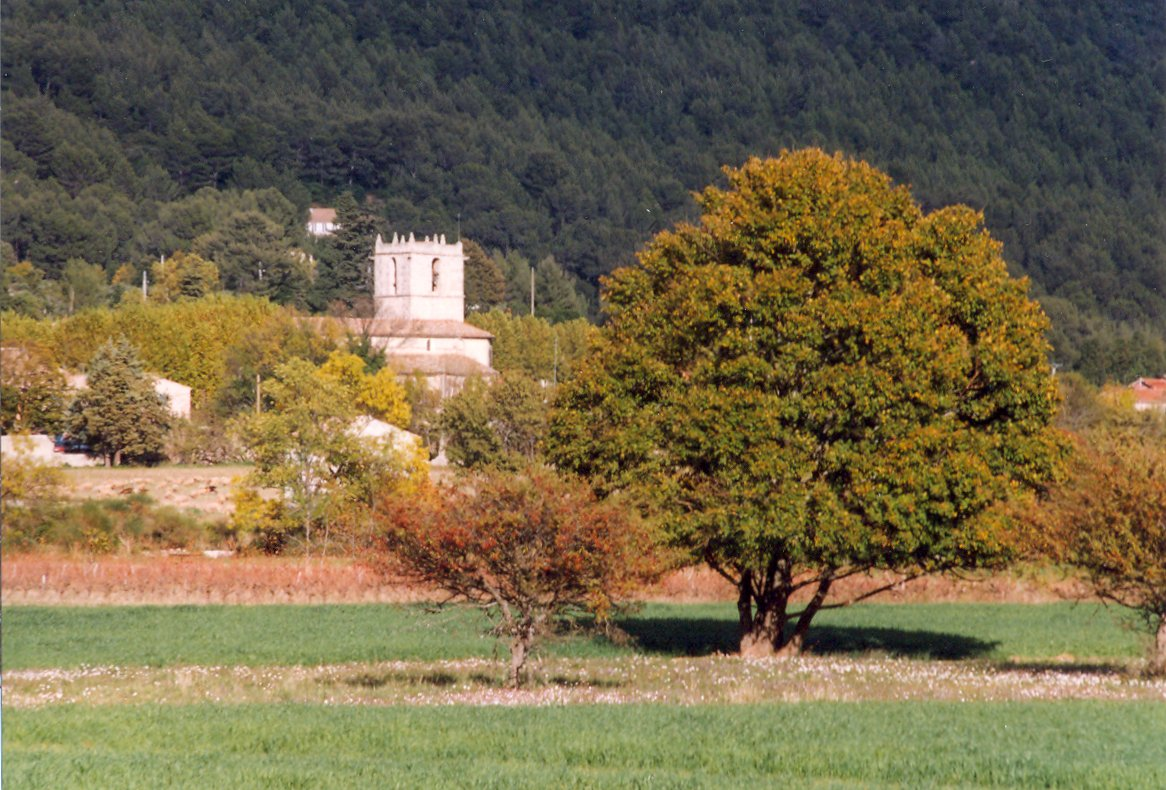
Signes

## Biến động dân số
| 1962                                         | 1968 | 1975 | 1982 | 1990 | 1999 | 2006 |
| -------------------------------------------- | ---- | ---- | ---- | ---- | ---- | ---- |
| 519                                          | 656  | 922  | 1078 | 1340 | 2045 | 2688 |
| Số liệu từ năm 1962, dân số không tính trùng |      |      |      |      |      |      |